# Glandirana tientaiensis
Glandirana tientaiensis är en groddjursart som först beskrevs av Chang 1933.  Glandirana tientaiensis ingår i släktet Glandirana och familjen egentliga grodor. IUCN kategoriserar arten globalt som nära hotad. Inga underarter finns listade i Catalogue of Life.